# OpenPNE
OpenPNE（オープンピーネ）は、オープンソースのSNS運営用のサーバサイドプログラム群である。Ver.2.4よりPHPライセンスを採用。

## 歴史
2004年 株式会社手嶋屋が開発。
2012年11月9日 OpenPNE 2のメンテナンスが終わったことを受け、株式会社手嶋屋より開発移管を受けたOpenPNE 2 CE Projectがコミュニティーで作るオープンソースソフトウェアとして後継のOpenPNE 2の再開発を行っている。
2017年1月現在、株式会社手嶋屋を事務局とするOpenPNEプロジェクトにおいてOpenPNE 3の開発が行われている。
他にOpenPNEプロジェクトから派生したプロジェクトとしてMyNETSやOpenkakuがある。

## 特徴
日本で最大級のシェアを持つSNSのmixiにそっくりなインターフェースを持つ。
バージョン2のテンプレートエンジンは、Smartyを採用。バージョン3ではフレームワークにsymfonyを採用しており、プラグイン機構を導入することでSNSのカスタマイズが容易になった。

## 動作環境

### OpenPNE2.x
- Webサーバ：Apache
- データベース：MySQL 4.0x以降 (4.1.x以降推奨)、PostgreSQL
- プログラム言語：PHP 4.x以降
- メールサーバ：Postfix推奨（sendmail、qmailなどでの動作実績あり）

### OpenPNE3.x
- Webサーバ：Apache
- データベース：MySQL 4.0.x以降 (4.1.x以降推奨)、PostgreSQL、SQLite
- プログラム言語：PHP 5.2.x